# Urd
Urd (stronordijski Urðr) je jedna od tri norne ili suđenice koje se spominju u nordijskoj mitologiji. Njezino ime znači Prošlost. Druge dvije se zovu Verdandi i Skuld. Nazvana je i disa smrti. I čini se da je smatrana najvažnijom od njih tri.
Njih tri žive u jednoj dvorani pokraj vrela Urd kraj jasena Yggdrasila. Neki tvrde da su sestre i potomci prvoga diva Ymira.
Ima još puno norni, dapače, svakom čovjeku dolaze pri rođenju da bi mu skrojile sudbinu. Nisu sve norne dobre, a neke su i zle.
Neke su iz roda bogova, neke iz roda vila, neke iz roda patuljaka kao što kažu i sljedeći stihovi:
| (Fáfnismál, 13)       | (Fáfnismál, 13)             |
| --------------------- | --------------------------- |
| Sundrbornar miök      | Različitog porijekla        |
| hygg ek at nornir sé, | sjećam se da su Norne,      |
| eigut þær ætt saman;  | iako su istovrsne;          |
| sumar eru áskunnar,   | jedne su od roda Asa,       |
| sumar eru álfkunnar   | druge su od vila,           |
| sumar dœtr Dvalins    | a neke su kćeri Dvalinnove. |
|                       | (prevela Dora Maček)        |